# SHCBP1
SHCBP1‏ (SHC binding and spindle associated 1) هوَ بروتين يُشَفر بواسطة جين SHCBP1 في الإنسان.